# Joel Ernesto Lopes Maraschin
Joel Ernesto Lopes Maraschin (Butiá, 26 de dezembro de 1987) é formado em Gestão Pública, MBA em Tecnologia e Sustentabilidade no Agronegócio, além de ser jornalista, empreendedor e político brasileiro. Filiado ao Movimento Democrático Brasileiro (MDB), foi Secretário de Desenvolvimento Econômico do Rio Grande do Sul, no governo Ranolfo Vieira Júnior.
Integrante dos movimentos de juventude partidária, é filiado ao MDB desde 2015. No ano de 2016 foi eleito vereador no município de Butiá com 390 votos para a legislatura 2017-2020. Em 2020 optou por não concorrer à reeleição como vereador, disputando pleito majoritário para a Prefeitura de Butiá. Com 4003 votos, ficou em 2º lugar. Em 2021 foi nomeado como Secretário de Estado Adjunto de Desenvolvimento Econômico no Governo Eduardo Leite, em seguida assumindo como Secretário de Estado de Desenvolvimento Econômico no Governo de Ranolfo Vieira Júnior, em 2022.

## Carreira política
Maraschin concorreu pela primeira vez no ano de 2012 como vereador no município de Butiá, obtendo a primeira suplência da vaga. Disputou novamente em 2016, quando tornou-se vereador em Butiá A nível estadual foi eleito Presidente da Associação de Vereadores do MDB-RS, passando a representar 1.168 vereadores gaúchos. No país, passou a integrar a nova executiva do MDB Nacional eleita em outubro de 2019, em que foi eleito o Deputado Federal por São Paulo Baleia Rossi como Presidente Nacional.
Em 2020 disputou a eleição para Prefeito de Butiá, ficando em segundo lugar. Em 2021 foi nomeado como Secretário de Estado de Desenvolvimento Econômico Adjunto. Em 2022, já no Governo Ranolfo Vieira Jr, assumiu como Secretário de Estado de Desenvolvimento Econômico após a nomeação do ex-Secretário de Desenvolvimento Econômico Edson Brum como Conselheiro do Tribunal de Contas do Estado.
Na Secretaria de Desenvolvimento foi coautor da metodologia do Programa Juro Zero, dentro do pacote "Avançar no Desenvolvimento Econômico", lançado pelo Governador Eduardo Leite em 2022. O Estado do RS injetou R$ 100 milhões no sistema bancário para subsidiar juros a micro e pequenos empreendedores retomarem suas atividades após a pandemia de Covid-19. O resultado do programa foi o total de R$ 382,3 milhões acrescidos na economia gaúcha, beneficiando 15.709 CNPJ's, em 95% dos municípios gaúchos.
Como Secretário de Estado de Desenvolvimento Econômico foi responsável pela criação de novos dispositivos jurídicos, que confirmaram a instalação de uma fábrica de aviões de pequeno porte no Rio Grande do Sul, a Aeromot, que passará a fabricar o modelo DA-62 da empresa Diamond, na cidade de Guaíba a partir de 2026 .
Responsável também pela promoção comercial internacional do Estado e reabertura de mercados, Maraschin participou de missões nos Estados Unidos, Alemanha, Itália, França, Holanda, Índia e Azerbaijão, visitando investidores, e autoridades políticas, estreitando laços comerciais com o Rio Grande do Sul.
Durante a visita do Embaixador de Portugal no Brasil, Luís Filipe Melo e Faro Ramos, Joel representou o Governo do Estado em seu roteiro pelos municípios de General Câmara, Rio Pardo e Santa Cruz do Sul.

## Vida profissional
Já foi conselheiro do SEBRAE-RS, membro do Colégio de Vogais da Junta Comercial do Rio Grande do Sul, e Presidente da Assembleia de Sócios do Badesul. 
Atualmente é Chefe de Gabinete, Inteligência e Novos Mercados da Secretaria de Agricultura, Pecuária, Produção Sustentável e Irrigação do Rio Grande do Sul.